# حياة توبال
حياة توبال (مواليد 1985) هي سيدة جزائرية ماستر دولي في الشطرنج (2005).

## السيرة الذاتية
فازت حياة توبال مرتين على التوالي بالمركز الثاني في البطولة العربية الشطرنج للسيدات (2006، 2007).
في عام 2017، فازت في وهران بالمركز الثاني بعد شاهندا وفا في بطولة الشطرنج الأفريقية للسيدات وتأهلت لبطولة العالم للسيدات للشطرنج 2018. في عام 2018، فازت بالمركز الثاني في بطولة الشطرنج النسائية الجزائرية.
لعبت حياة توبال للجزائر في أولمبياد الشطرنج للسيدات:
- في 2006، في تورينو في أوليمبياد الشطرنج للسيدات الدورة 37. (+5، =5، -2)
- في 2014،في ترومسو في أوليمبياد الشطرنج للسيدات الدورة 41.(+3، =5، -3)
- في 2016،في باكو[8] في أوليمبياد الشطرنج للسيدات الدورة 42.(+2، =4، -3)
- في 2018،في باطوم[8] في أوليمبياد الشطرنج للسيدات الدورة 43.(+5، =4، -1)

في عام 2005، حصلت على لقب ماستر دولي.

## الوصلات الخارجية
- حياة توبال على موقع الاتحاد الدولي للشطرنج (الإنجليزية)
- حياة توبال على موقع مباريات الشطرنج (الإنجليزية)
- حياة توبال على موقع 365Chess.com (الإنجليزية)
- حياة توبال على موقع Chesstempo.com (الإنجليزية)
- حياة توبال سجل أولمبياد الشطرنج للسيدات على موقع OlimpBase.org (الإنجليزية)